# Agía Paraskeví (ort i Grekland, Mellersta Makedonien, Nomós Thessaloníkis)
Agía Paraskeví är en ort i Grekland.   Den ligger i prefekturen Nomós Thessaloníkis och regionen Mellersta Makedonien, i den nordöstra delen av landet, 280 km norr om huvudstaden Aten. Agía Paraskeví ligger 82 meter över havet och antalet invånare är 1 501.
Terrängen runt Agía Paraskeví är kuperad åt nordost, men åt sydväst är den platt. Runt Agía Paraskeví är det ganska tätbefolkat, med 78 invånare per kvadratkilometer. Närmaste större samhälle är Kalamaria, 14,0 km nordväst om Agía Paraskeví. Trakten runt Agía Paraskeví består till största delen av jordbruksmark.